# Грейвз, Алекс
Александр «Алекс» Грейвз (англ. Alexander «Alex» Graves) — американский режиссёр кино и телевидения, продюсер и сценарист.

## Ранняя жизнь
Алекс Грейвз родился в Канзас-Сити, Миссури. Его отец, Уильям Грейвз, был репортёром газеты «The Kansas City Star», а его мать, Александра «Сэнди» Грейвз, работала на сенатора Соединённых Штатов Нэнси Кассенбаум в Канзасе. Он поступил в Канзасский университет и Университет Южной Калифорнии, где получил степень бакалавра в кинопроизводстве.

## Карьера
Грейвз известен тем, что снял 34 эпизода сериала-хита «Западное крыло». Он выиграл две прайм-тайм премии «Эмми» за создание этого сериала.
Грейвз был нанят Стивеном Спилбергом, чтобы быть режиссёром и исполнительным продюсером пилотной серии приключенческого сериала «Terra Nova». Премьера сериала состоялась 26 сентября 2011 года. Он также снял пилотный эпизод сериала канала ABC «Парк авеню, 666».
Грейвз снял также 6 эпизодов сериала канала HBO «Игра престолов».